# Karel I. z Anjou
Karel I. z Anjou (1226? – 7. ledna 1285 Foggia) byl člen královské dynastie Kapetovců a zakladatel druhého rodu Anjou. Byl provensálským (1246–1285) a forcalquierským hrabětem (1246–1248, 1256–1285) ve Svaté říši římské, hrabě z Anjou a Maine (1246–1285) ve Francii; byl také sicilským králem (1266–1285) a achajským knížetem (1278–1285). V roce 1272 byl prohlášen albánským králem a v roce 1277 získal nárok na Jeruzalémské království.
Karel, nejmladší syn Ludvíka VIII. Francouzského a Blanky Kastilské, byl až do počátku 40. let 13. století předurčen pro církevní kariéru. Provence a Forcalquier získal sňatkem s jejich dědičkou Beatrix. Jeho pokusy o obnovení centrální moci ho přivedly do konfliktu s jeho tchyní Beatrix Savojskou a šlechtou. Anjou a Maine přijal od svého bratra Ludvíka IX. Francouzského v apanáži. Ludvíka doprovázel během sedmé křížové výpravy do Egypta. Krátce poté, co se v roce 1250 vrátil do Provence, donutil tři bohatá autonomní města – Marseille, Arles a Avignon – uznat jeho suzerenitu.

## Život
Karel byl jedenáctým a posledním potomkem z manželství francouzského krále Ludvíka VIII. a Blanky, dcery kastilského krále Alfonse VIII. a Eleonory Anglické. Král Ludvík zemřel na úplavici v listopadu 1226 při návratu z jižní Francie, kde byl na papežovo naléhání potírat příznivce a přívržence katarského hnutí a prosazoval tam i přísné severofrancouzské lenní právo. Je pravděpodobné, že Karel se narodil až po jeho skonu.
Ve dvaceti letech Karel od bratra Ludvíka získal hrabství Maine a Anjou. Ještě téhož roku se díky politické aktivitě papeže oženil v lednu v Aix-en-Provence s Beatrix, nejmladší dcerou a dědičkou právě zesnulého provensálského hraběte Ramona Berenguera V.  Získal celé území provensálského hrabství, ale zdaleka ne všechna důležitá města se smířila s vládcem jiné než aragonské krve. Středomořská města byla zvyklá na jiné pojetí vlády. Bylo zde rozšířeno římské právo a významné postavení městských komun, což vedlo k častým rebeliím ze strany poddaných.

### Sedmá křížová výprava a bitvy se Štaufy

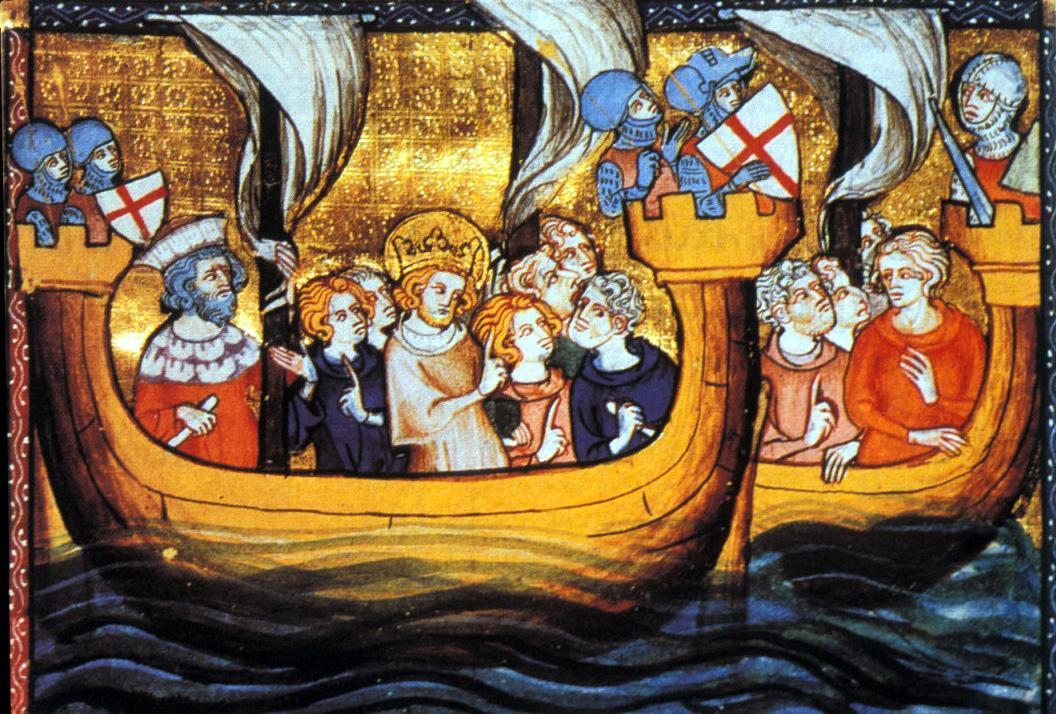
Cesta do Svaté země na dobové iluminaci

Král Ludvík IX. roku 1244 vážně onemocněl a po své téměř zázračné úzdravě se rozhodl přijmout znamení kříže a vydat se na křížovou výpravu do Svaté země.
| „                   | …když se on opásal křížem, přihlásili se ke křížové výpravě i Robert, hrabě z Artois, hrabě z Poitiers, Karel, hrabě z Anjou, pozdější král sicilský, všichni tři královi bratři. | “ |
| — Jean de Joinville | |   |

Novopečený provensálský hrabě Karel se po boku svých starších bratrů tažení zúčastnil. Vojsko křížové výpravy vyplouvalo roku 1248 do Egypta právě z provensálských přístavů Marseille a Aigues-Mortes. Karla doprovázela i těhotná Beatrix. Během výpravy Karel bojoval před pevností al-Mansúra, kde se mu z mamlúckého obklíčení podařilo zachránit kronikáře výpravy, rytíře Jeana de Joinville. Robert z Artois však ve městě zemřel. Křižáci se nakonec dali na ústup a poté byli i s králem Ludvíkem IX., Karlem z Anjou a Alfonsem z Poitiers zajati a v okovech odvlečeni do Mansúry. Damiettu zatím před muslimským protiútokem uhájila malá posádka pod velením královny Markéty Provensálské. Ludvík a jeho bratři byli posléze výměnou za město a výkupné propuštěni. Karlovi se podařilo vyváznout bez úhony na zdraví a na rozdíl od Ludvíka IX. opustil Svatou zemi a společně se ženou se roku 1251 vrátil zpět do Francie.
Roku 1257 uzavřel Karel z Anjou konečně dohodu se svou tchyní, která se za finanční odškodnění vzdala nároků na provensálské državy a vyplatil hrady, na které si dělala nárok švagrová Eleonora s manželem. Hraběcí pár prosazoval tvrdou pěst, neustále zvyšoval daně a uložil povinnou vojenskou službu. Roku 1263 nechal Karel popravit dvanáct občanů odbojného města Marseille.

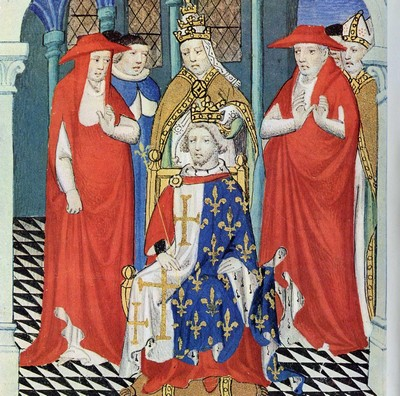
Karlova korunovace na dobové miniatuře

Papež Urban IV. nabídl Karlovi sicilskou korunu.
| „               | …Karel Anjouský dostal od papeže nabídku, aby se stal králem Obojí Sicílie, a to v mylné naději, že Karel bude stejně dobrý král jako Ludvík. | “ |
| — André Maurois | |   |

 Ludvík IX. bratra v rozhodnutí získat sicilské království diplomaticky podpořil, ale nepůjčil mu ani peníze, ani vojáky. Karel měl v severní Itálii spojence v podobě florentských a sienských bankéřů. Hraběnka Beatrix vzala nastalou situaci do svých rukou.
| „                  | A tato dáma…, když se doslechla o zvolení hraběte Karla, svého chotě, z vyhlídky, že by se mohla stát královnou, zastavila veškeré svoje šperky a povolala všechny svobodné muže do zbraně, aby stanuli pod její korouhví a učinili jí panovnicí… | “ |
| — Giovanni Villani | |   |

Roku 1265 Karel vyplul z Marseille, přežil bouřlivou plavbu a podařilo se mu dosáhnout Říma, kde čekal, podporován Římany, na svou armádu. Vojáky na cestě přes podzimní Alpy doprovázela samotná Beatrix. 6. ledna 1266 byli manželé korunováni v Katedrále svatého Petra. Karel se vydal za dosavadním králem Manfrédem a 26. února zvítězil nad jeho vojskem v bitvě u Beneventa. Manfrédovu manželku i dědice nechal uvěznit. Beatrix přijela za vítězným manželem do Beneventa a pak se přemístili do Neapole, kde se oficiálně ujali správy své nové země. V lednu 1267 se Karel vrhl do války v Toskánsku. Beatrix Provensálská zemřela v létě 1267 a rok později se Karel znovu oženil. Vyvolenou se stala Markéta, dcera hraběte Oda Burgundského.
Dalším uchazečem o sicilskou korunu byl mladičký Konradin, syn římského krále Konráda IV., který se 23. srpna 1268 s Karlem sešel v bitvě u Tagliocozzo. Teprve šestnáctiletý Konradin díky léčce protivníka bitvu prohrál a společně s Fridrichem Bádenským byl Karlem v Neapoli popraven. Štaufové osobou Konradina vymřeli po meči.

### Osmá křížová výprava

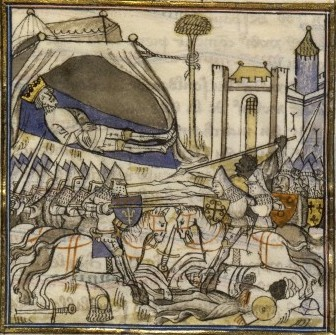
Smrt Ludvíka IX. před branami Tunisu (dobová iluminace)

Ludvík IX. se roku 1267 i přes své chatrné zdraví rozhodl k nové křížové výpravě. Královo nejbližší okolí nebylo jeho rozhodnutím právě nadšeno, ale i tak velká část rodiny přijala kříž společně s ním. Karel z Anjou nabídl bratrovi pomoc. Karlovy plány však byly zištné, potřeboval vtrhnout do Tunisu, aby zde na emírovi Muhammadu al-Mustansirovi vynutil obchodní privilegia pro sicilské Francouze a vyhnal všechny uprchlé štaufské stoupence. Emír během dřívějších vyjednávání údajně několikrát naznačil, že by byl ochoten konvertovat ke křesťanství a spojit se s Karlem z Anjou, aby od něj získal ochranu před ostatními muslimskými vládci, kteří by ho zcela zákonitě napadli. Karel použil tento argument k přesvědčení Ludvíka o bohulibém cíli křížové výpravy v Africe.
Po příjezdu do Tunisu roku 1270 se ukázalo, že emír Muhammad konverzi rozhodně nemyslel vážně a dokonce byl připraven na válku. 24. července dobyli křižáci Kartágo. Při čekání na oddíly Jakuba Aragonského, Theobalda Navarrského a Eduarda Anglického si horké parné léto na vojsku vybralo svou daň. Řadami vojáků se začala šířit nakažlivá infekce. 3. srpna zemřel na úplavici princ Jan. Dne 25. srpna ho po dlouhé agonii následoval i samotný král Ludvík. Král byl díky svému asketickému životu chatrného zdraví a útrapy křížové výpravy jej zcela dorazily. Francouzským králem se po otcově smrti stal následník trůnu, také nemocný, Filip a vůdcem výpravy zkušenostmi zocelený Karel z Anjou, který přijel těsně před bratrovou smrtí. Karlovi se podařilo vyjednat s emírem dohodu o volném obchodu a ochraně křesťanských mnichů. Tím pro Francouze výprava skončila a vraceli se zpět na evropský kontinent. Při plavbě do Trapani zastihla flotilu vichřice a výprava ztratila na čtyřicet válečných lodí. Mladý král Filip s manželkou s bídou zachránil holý život. Vyděšení cestovatelé se rozhodli pro cestu po souši. Do vlasti se jich vrátilo jen pár. Nemoci podlehl navarrský král Theobald, jeho manželka Isabela zemřela o rok později. Novou královnu Francie Isabelu shodil kůň, což vedlo k předčasnému porodu mrtvého chlapce a Isabelině skonu o pár dní později. Srpen roku 1271 se stal osudným pro Ludvíkova bratra Alfonse z Poitiers a jeho ženu Janu. Zavražděn byl syn Richarda Cornwallského Jindřich z Almainu. Ve chvíli modlitby byl v kostele zákeřně přepaden a ubodán Guyem a Simonem, syny Simona z Montfortu. Byla to msta za opuštění řad vzbouřenců proti králi Jindřichovi III.

### Sběr titulů

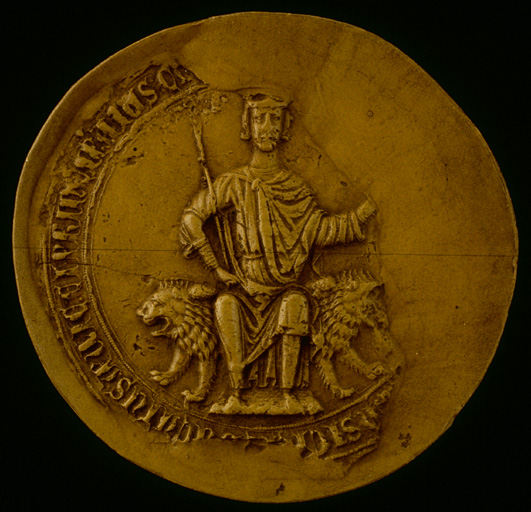
Karlova pečeť z roku 1282

Vítězný Karel byl jmenován říšským vikářem a hlavou toskánských guelfů. Roku 1267 se stal díky smlouvě z Viterba s latinským císařem Balduinem II. knížetem achajským. Balduinovi a jeho rodině Karel vyplácel penzi a Acháju nikdy nenavštívil.
| „                | Měl ten druh žízně spojený s otokem. Jeho žádostivost byla natolik hluboká, že čím více pil, tím víc ho pálil žaludek a dožadoval se dalšího napojení. | “ |
| — Saba Malaspina | |   |

Dceru Beatrix provdal za Filipa z Courtenay, Balduinova syna. Ten se stal po smrti otce dalším v řadě latinských císařů v evropském exilu. V roce 1272 se Karel prohlásil albánským králem a od Marie z Antiochie zakoupil jeruzalémský trůn. Do Jeruzalémského království vyslal svého emisara Rogera ze San Severina, kterému se nakonec podařilo získat uznání regentství nad královstvím od Bohemunda z Tripolisu. Bohemund tak zároveň uznal Karla z Anjou králem jeruzalémským, ale to nestačilo, neboť dalším vážným uchazečem o jeruzalémský trůn byl kyperský král Hugo, kterého za svého krále uznávala část palestinských baronů i několik měst.
V průběhu sedmdesátých let byl Karel na vrcholu moci. Dvě ze svých osmi děti prozíravě sňatky využil k utužení vztahů s uherským královským rodem Arpádovců. Dceru Isabelu provdal za divokého uherského krále Ladislava IV. Kumána. Syna Karla II. oženil s uherskou princeznou Marií. Právě syn Marie Karel Martel z Anjou se stal otcem budoucích uherských králů z rodu Anjouvců, kteří v osobě Karla I. Roberta zasedli na uherský trůn.

### Sicilské nešpory
| „                                                                    | …dva výhonky plevele zrozeného ze semene uchvatitele Huga Kapeta | “ |
| — tak nazýval Kapetovce a Anjouovce jejich současník Dante Alighieri |                                                                  |   |

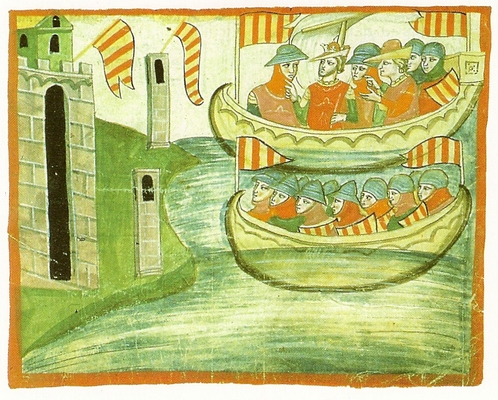
Příjezd krále Petra III. do Trapani na středověké iluminaci

Sicílie se stejně jako Provence odmítala smířit s cizí vládou a vysokými daněmi zaviněnými Karlovou expanzivní politikou. 30. března 1282 vypuklo v Palermu krvavé povstání místní šlechty – tzv. Sicilské nešpory, podpořené financemi byzantského císaře Michaela VIII. Několik tisíc francouzských civilistů i rytířů se stalo oběťmi krvavého masakru. Rebelující ostrovní část Sicilského království nabídla královskou korunu aragonskému králi Petrovi III., manželovi Konstancie, dcery předchozího krále Manfréda. 30. srpna 1282 přistál král Petr v Trapani a již 4. září byl v Palermu provolán sicilským králem.

### Aragonská křížová výprava

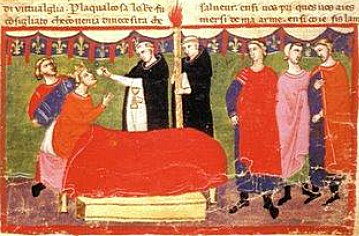
Karel na smrtelném loži (Cronica Nuova)

Aragonská intervence na Sicílii znamenala pro Petra exkomunikaci od papeže Martina IV. a pro pevninskou část dosavadního Sicilského království počátek nové epochy – vzniklo království neapolské. Následovala převážně francouzská aragonská křížová výprava do Katalánska. Křižácký vpád ukončila epidemie moru či tyfu[nepřesný odkaz], která vypukla při obléhání Girony roku 1285. Válečný stav mezi zeměmi završila až deset let po smrti téměř všech účastníků sporu smlouva z Anagni, která byla triumfem diplomatického umění aragonského krále Jakuba II.
| „                   | A povšimněte si, že zemřel ve stejný den, v jaký byl před mnoha lety korunován. | “ |
| — Salimbene z Parmy |                                                                                 |   |

Karel z Anjou zemřel 7. ledna 1285 ve Foggii. Tělo bylo pochováno v Neapoli, vnitřnosti v bazilice Saint-Denis a srdce u pařížských jakobínů.Dante Alighieri jej ve své Božské komedii umístil do Očistce.

## Vývod předků
|                  |                          |  |                       |                            |  |  |  |  |  |  |  | Ludvík VI. Francouzský |
|                  |                          |  |                       |                            |  |  |  |  |  |  |  |                        |
|                  | Ludvík VII. Francouzský  |  |                       |                            |  |  |  |  |  |  |  |                        |
|                  |                          |  |                       |                            |  |  |  |  |  |  |  |                        |
|                  |                          |  |                       | Adéla Savojská             |  |  |  |  |  |  |  |                        |
|                  |                          |  |                       |                            |  |  |  |  |  |  |  |                        |
|                  | Filip II. August         |  |                       |                            |  |  |  |  |  |  |  |                        |
|                  |                          |  |                       |                            |  |  |  |  |  |  |  |                        |
|                  |                          |  |                       | Theobald IV. z Blois       |  |  |  |  |  |  |  |                        |
|                  |                          |  |                       |                            |  |  |  |  |  |  |  |                        |
|                  | Adéla ze Champagne       |  |                       |                            |  |  |  |  |  |  |  |                        |
|                  |                          |  |                       |                            |  |  |  |  |  |  |  |                        |
|                  |                          |  |                       | Matylda Korutanská         |  |  |  |  |  |  |  |                        |
|                  |                          |  |                       |                            |  |  |  |  |  |  |  |                        |
|                  | Ludvík VIII. Francouzský |  |                       |                            |  |  |  |  |  |  |  |                        |
|                  |                          |  |                       |                            |  |  |  |  |  |  |  |                        |
|                  |                          |  |                       | Balduin IV. Henegavský     |  |  |  |  |  |  |  |                        |
|                  |                          |  |                       |                            |  |  |  |  |  |  |  |                        |
|                  | Balduin V. Henegavský    |  |                       |                            |  |  |  |  |  |  |  |                        |
|                  |                          |  |                       |                            |  |  |  |  |  |  |  |                        |
|                  |                          |  |                       | Alice Namurská             |  |  |  |  |  |  |  |                        |
|                  |                          |  |                       |                            |  |  |  |  |  |  |  |                        |
|                  | Isabela Henegavská       |  |                       |                            |  |  |  |  |  |  |  |                        |
|                  |                          |  |                       |                            |  |  |  |  |  |  |  |                        |
|                  |                          |  |                       | Dětřich Alsaský            |  |  |  |  |  |  |  |                        |
|                  |                          |  |                       |                            |  |  |  |  |  |  |  |                        |
|                  | Markéta I. Flanderská    |  |                       |                            |  |  |  |  |  |  |  |                        |
|                  |                          |  |                       |                            |  |  |  |  |  |  |  |                        |
|                  |                          |  |                       | Sibyla z Anjou             |  |  |  |  |  |  |  |                        |
|                  |                          |  |                       |                            |  |  |  |  |  |  |  |                        |
| Karel I. z Anjou |                          |  |                       |                            |  |  |  |  |  |  |  |                        |
|                  |                          |  |                       |                            |  |  |  |  |  |  |  |                        |
|                  |                          |  | Alfons VII. Kastilský |                            |  |  |  |  |  |  |  |                        |
|                  |                          |  |                       |                            |  |  |  |  |  |  |  |                        |
|                  | Sancho III. Kastilský    |  |                       |                            |  |  |  |  |  |  |  |                        |
|                  |                          |  |                       |                            |  |  |  |  |  |  |  |                        |
|                  |                          |  |                       | Berenguela Barcelonská     |  |  |  |  |  |  |  |                        |
|                  |                          |  |                       |                            |  |  |  |  |  |  |  |                        |
|                  | Alfonso VIII. Kastilský  |  |                       |                            |  |  |  |  |  |  |  |                        |
|                  |                          |  |                       |                            |  |  |  |  |  |  |  |                        |
|                  |                          |  |                       | Garcia V. Navarrský        |  |  |  |  |  |  |  |                        |
|                  |                          |  |                       |                            |  |  |  |  |  |  |  |                        |
|                  | Blanka Navarrská         |  |                       |                            |  |  |  |  |  |  |  |                        |
|                  |                          |  |                       |                            |  |  |  |  |  |  |  |                        |
|                  |                          |  |                       | Markéta z Aigle            |  |  |  |  |  |  |  |                        |
|                  |                          |  |                       |                            |  |  |  |  |  |  |  |                        |
|                  | Blanka Kastilská         |  |                       |                            |  |  |  |  |  |  |  |                        |
|                  |                          |  |                       |                            |  |  |  |  |  |  |  |                        |
|                  |                          |  |                       | Geoffroy V. z Anjou        |  |  |  |  |  |  |  |                        |
|                  |                          |  |                       |                            |  |  |  |  |  |  |  |                        |
|                  | Jindřich II. Plantagenet |  |                       |                            |  |  |  |  |  |  |  |                        |
|                  |                          |  |                       |                            |  |  |  |  |  |  |  |                        |
|                  |                          |  |                       | Matylda Anglická           |  |  |  |  |  |  |  |                        |
|                  |                          |  |                       |                            |  |  |  |  |  |  |  |                        |
|                  | Eleonora Anglická        |  |                       |                            |  |  |  |  |  |  |  |                        |
|                  |                          |  |                       |                            |  |  |  |  |  |  |  |                        |
|                  |                          |  |                       | Vilém X. Akvitánský        |  |  |  |  |  |  |  |                        |
|                  |                          |  |                       |                            |  |  |  |  |  |  |  |                        |
|                  | Eleonora Akvitánská      |  |                       |                            |  |  |  |  |  |  |  |                        |
|                  |                          |  |                       |                            |  |  |  |  |  |  |  |                        |
|                  |                          |  |                       | Eleonora ze Châtelleraultu |  |  |  |  |  |  |  |                        |
|                  |                          |  |                       |                            |  |  |  |  |  |  |  |                        |